# Талисманы Кубка Америки по футболу

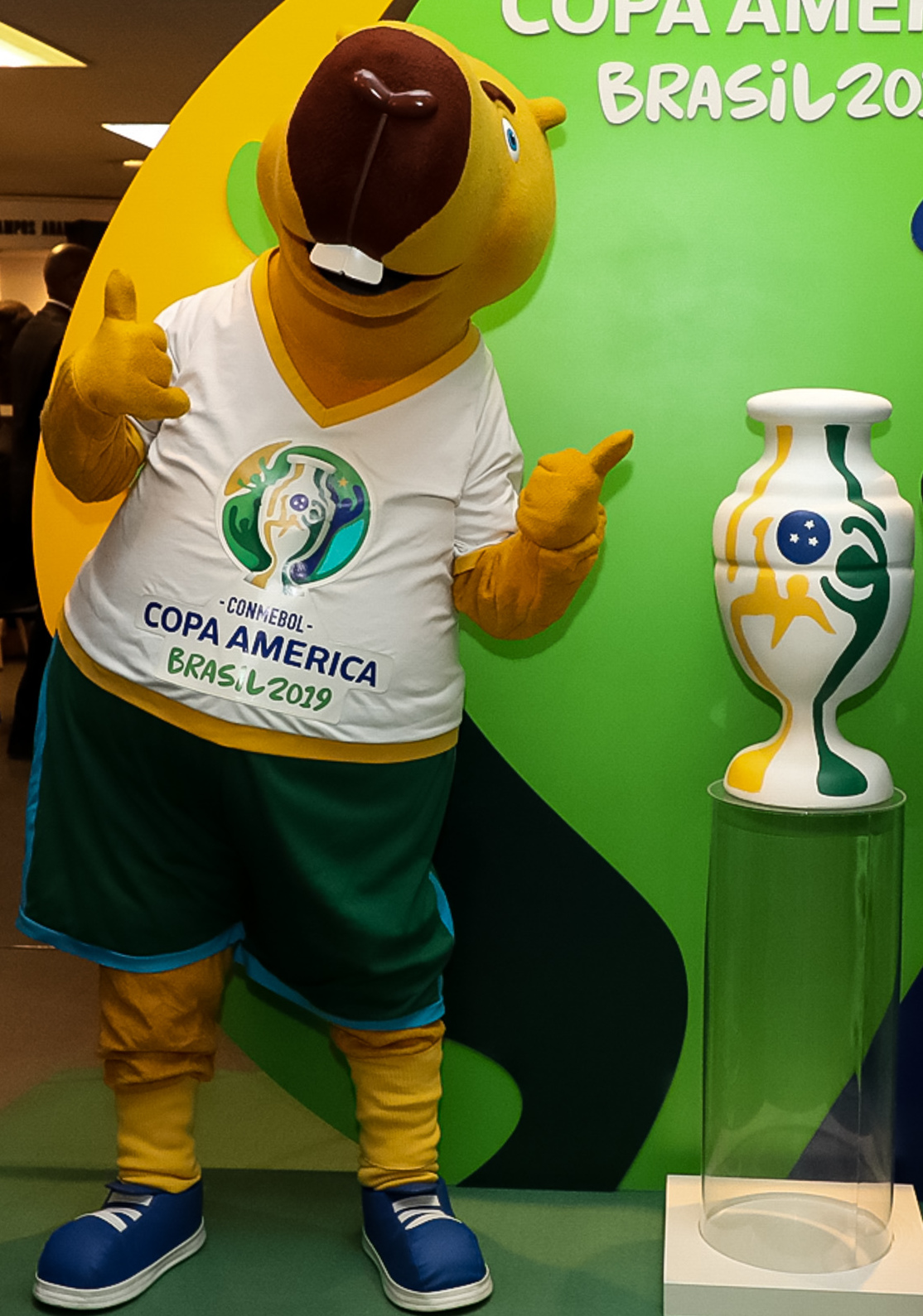
Капибара Зизито — талисман Кубка Америки 2019 года в Бразилии.

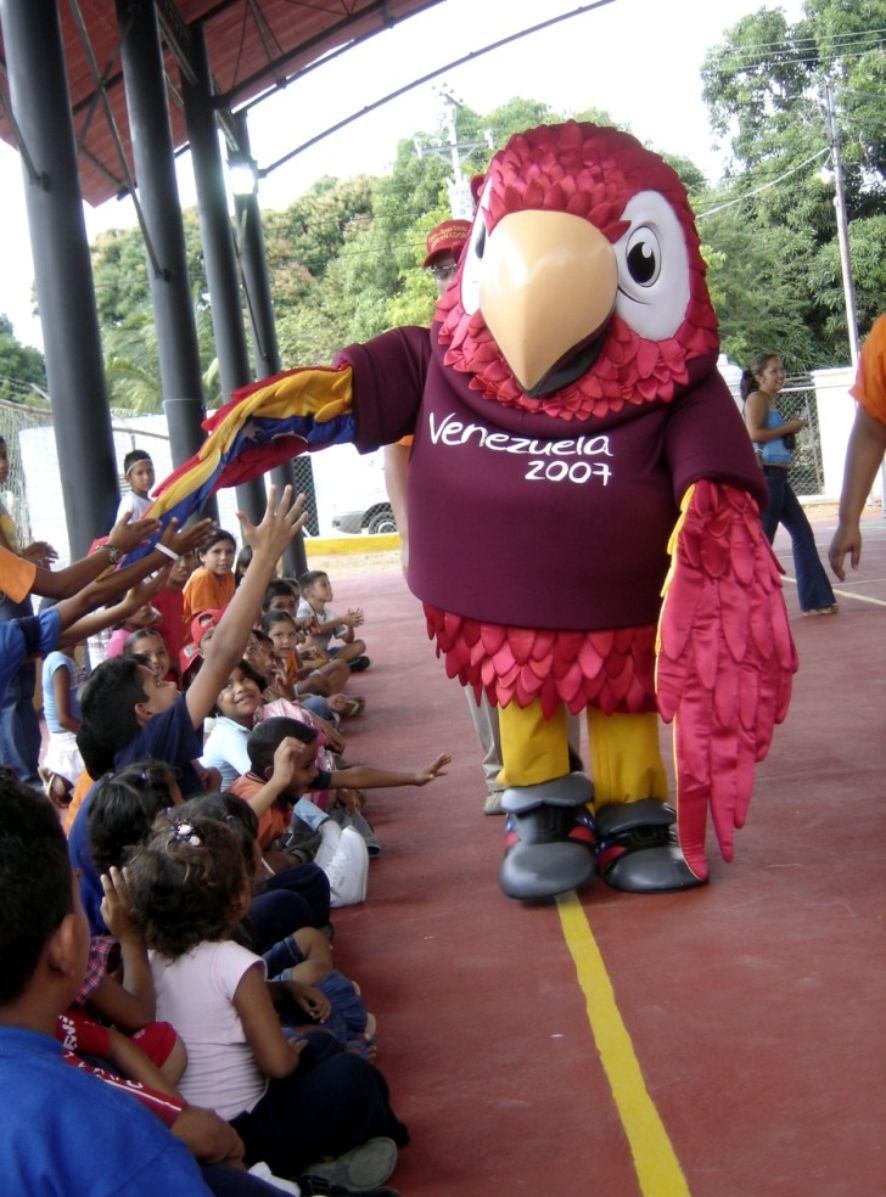
Попугай Гуаки — талисман Кубка Америки 2007 года в Венесуэле.

Ку́бок Аме́рики — старейший из ныне действующих континентальных турниров для национальных футбольных сборных, который под названием «чемпионат Южной Америки» проводится с 1916 года, а современное название получил в 1975 году. Однако впервые персонаж-талисман появился в 1987 году на турнире, прошедшем в Аргентине. Это был мультяшный человек по имени Гарделито — отсылка к знаменитому певцу и актёру Карлосу Гарделю, выросшему в Буэнос-Айресе.
С тех пор на каждом Кубке Америки присутствовал собственный талисман — за исключением внеочередного Кубка Америки Столетия, прошедшего в 2016 году в США. Чаще всего талисманом Кубка Америки выбиралось животное. Трижды — фигуры людей. На Кубке Америки 2001 года талисманом стал вымышленный персонаж Америко, который был официально заявлен как инопланетянин. Кроме того, один раз талисманом турнира было растение, а именно мультяшная кукуруза по имени Чоклито на Кубке Америки 1993 года в Эквадоре.
| Чемпионат      | Талисман (ориг.) | Талисман (рус.) | Описание | Прим.             |
| -------------- | ---------------- | --------------- | --- | ----------------- |
| Аргентина 1987 | Gardelito        | Гарделито       | Мультяшный персонаж, олицетворяющий Карлоса Гарделя, выросшего в Буэнос-Айресе. | [ 1 ]             |
| Бразилия 1989  | Tico             | Тико            | Бледногрудый дрозд (Turdus rufiventris) в синей (резервной) футболке сборной Бразилии. | [ 1 ]             |
| Чили 1991      | Guaso            | Гуасо           | Сильно стилизованный конный пастух уасо (или же гуасо), нарисованный в цветах флага Чили. Талисман подвергся критике со стороны производителей сувениров в связи с очень необычным дизайном. | [ 1 ] [ 2 ]       |
| Эквадор 1993   | Choclito         | Чоклито         | Кукурузный початок в цветах флага Эквадора. | [ 1 ]             |
| Уругвай 1995   | Torito           | Торито          | Бычок в форме сборной Уругвая. Это отсылка к тому, что сельское хозяйство в целом и скотоводство в частности является ключевой отраслью в экономике Уругвая. | [ 1 ]             |
| Боливия 1997   | Tatu             | Тату            | Броненосец в зелёной форме сборной Боливии. Задняя дека боливийского струнного музыкального инструмента чаранго традиционно изготавливается из панциря броненосца. | [ 1 ]             |
| Парагвай 1999  | Tagua            | Тагуа           | Чакский пекари (Catagonus wagneri) — эндемичный вид центральной части Южной Америки, символ региона Гран-Чако. Тагуа одет в форму цветов флага Парагвая и держит в руке калебас с мате, из которого торчит бомбилья. | [ 1 ] [ 2 ]       |
| Колумбия 2001  | Ameriko          | Америко         | Инопланетянин в цветах флага Колумбии, нарисованный в стилистике детского анимэ. Этот талисман также подвергся критике, поскольку практически не использовался в маркетинговых целях. Его не было даже на церемонии открытия турнира. | [ 1 ]             |
| Перу 2004      | Chasqui          | Часки           | Часки — это профессиональные курьеры-бегуны во времена Империи инков, которых очень уважали за самоотверженную работу. В Перу они стали олицетворением скорости и выносливости. Талисман одет в белую форму сборной Перу с красной диагональной полосой. | [ 1 ]             |
| Венесуэла 2007 | Guaky            | Гуаки           | Красный ара (Ara macao) — один из символов Венесуэлы, внесённый в Красную книгу. Попугай одет в гранатовую форму сборной Венесуэлы. Нижняя часть крыльев и хвост Гуаки раскрашены в цвета флага Венесуэлы с восемью звёздами. | [ 1 ]             |
| Аргентина 2011 | Tangolero        | Танголеро       | Обыкновенный нанду (Rhea americana) — крупная птица, распространённая в Южной Америке. Как и страусы, нанду не могут летать, однако способны бегать со скоростью до 60 км/ч. Имя талисмана образовано соединением двух испанских слов — tango (танго) и golero (вратарь). | [ 3 ]             |
| Чили 2015      | Zincha           | Синча           | Андская лисица (Lycalopex culpaeus) распространена от Эквадора до Огненной Земли. Имя лисёнка Синча было выбрано болельщиками в результате голосования, и образовано путём объединения слов zorro (лиса) и hincha (болельщик). Талисман выполнен в стилистике оригами. | [ 4 ]             |
| Бразилия 2019  | Zizito           | Зизито          | Капибара (она же водосвинка) (Hydrochoerus hydrochaeris) распространена в Бразилии и всех граничащих с ней странах. Талисман был представлен 5 апреля 2019 года бразильской телекомпанией Globo. Через неделю, 12 апреля, болельщики выбрали имя. Зизито — это дань уважения к бразильскому нападающему Зизиньо, который вместе с аргентинцем Норберто Мендесом с 17 голами возглавляет список лучших бомбардиров за всю историю турнира. Зизито носит белую футболку с логотипом Кубка Америки 2019. | [ 5 ] [ 6 ] [ 7 ] |
| Бразилия 2021  | Pibe             | Пибе            | Пёс Пибе был представлен в качестве талисмана 1 декабря 2019 года, за два дня до жеребьёвки Кубка Америки 2020 (впоследствии перенесённого на 2021 год из-за пандемии COVID-19). Пибе — это прозвище одного из лучших футболистов в истории Колумбии Карлоса Вальдеррамы. Одновременно это диалектизм, которым на юге континента (в том числе в Аргентине) называют детей. | [ 8 ]             |